# Bridgewater (Maine)
Bridgewater város az USA Maine államában, Aroostook megyében. Lakosainak száma 532 fő (2020. április 1.).

## Népesség
A település népességének változása:

| 2010 | 610 |
| 2020 | 532 |